# Philipp Gotthard von Schaffgotsch
Philipp Gotthard von Schaffgotsch (Warmbrunn, 3 luglio 1716 – Jauernig, 5 gennaio 1795) è stato un vescovo cattolico boemo.

## Biografia

### I primi anni

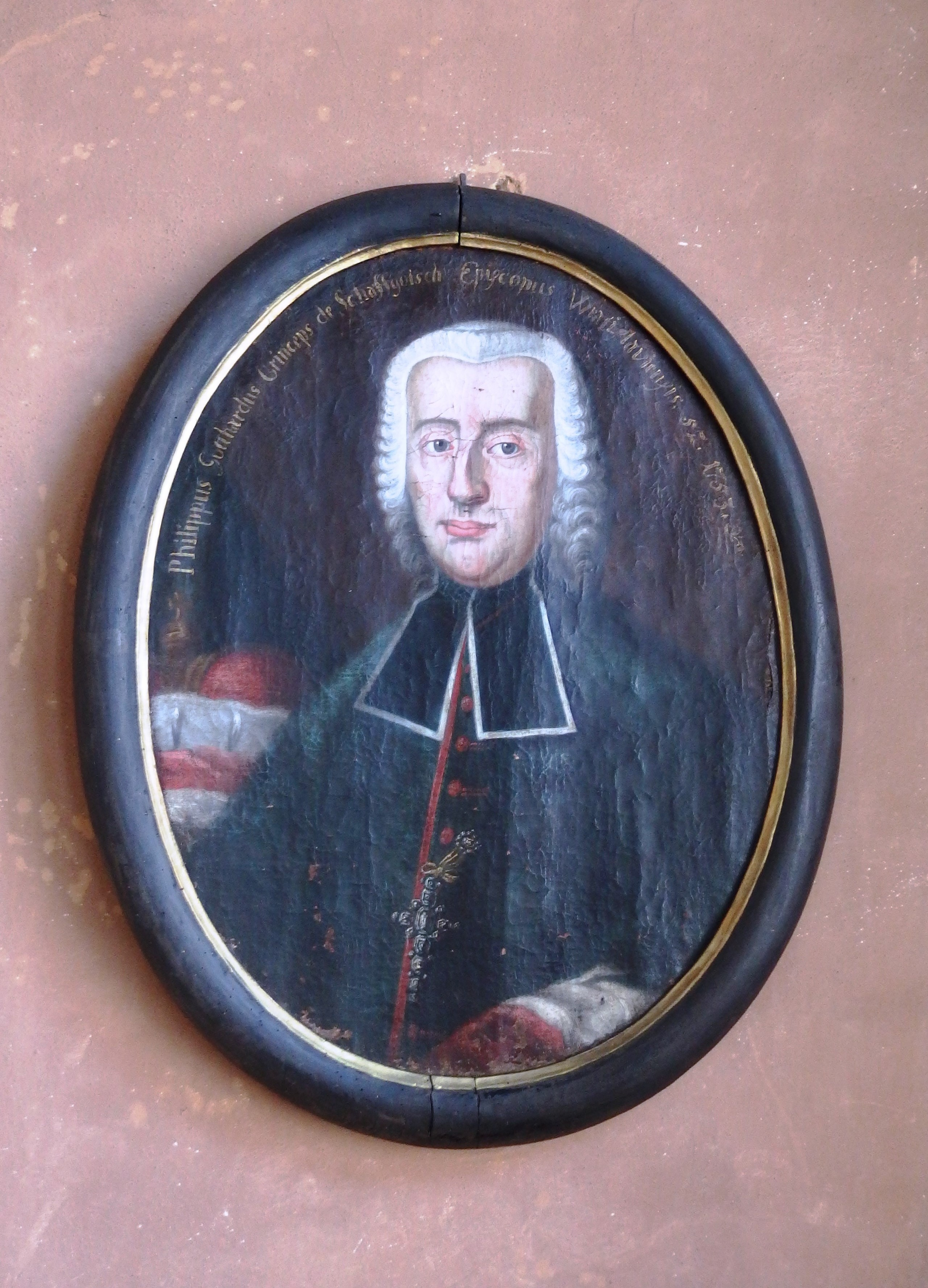
Philipp Gotthard von Schaffgotsch in una miniatura d'epoca

Schaffgotsch nacque a Warmbrunn, presso il Riesengebirge, in seno alla nobile casata tedesca degli Schaffgotsch, di antico lignaggio in Slesia. Studiò presso il Collegium Romanum dei gesuiti a Roma. Nel 1738, Schaffgotsch venne ordinato sacerdote a Vienna e nominato canonico ad Olomouc, poi ad Halberstadt ed infine a Breslavia. Durante questo periodo divenne membro della massoneria, la quale influenzò pesantement le idee e le filosofie dell'Illuminismo. Sebbene la massoneria fosse stata condannata da papa Clemente XII nel 1738 nella sua bolla pontificia In eminenti, Schaffgotsch fu tra i sostenitori della creazione della prima loggia massonica nella capitale austriaca. Nel 1741 divenne prevosto della collegiata di Santa Croce a Breslavia. Malgrado alcuni suoi disaccordi con la Santa Sede, nel 1743 venne creato abate e poco dopo vescovo coadiutore a Breslavia dal principe vescovo Philipp Ludwig von Sinzendorf. A seguito della morte del Sinzendorf nel 1747, Schaffgotsch venne riconosciuto da re Federico II di Prussia al ruolo di principe vescovo. Questa sua nomina venne confermata da papa Benedetto XIV il 5 marzo 1748 malgrado le relazioni ormai risapute di Schaffgotsch coi massoni. Il 1º maggio 1748 venne infine consacrato vescovo. Nel 1756, nominò suo fratello Ceslaus Gotthard von Schaffgotsch quale suo vicario generale nella diocesi.

### L'episcopato

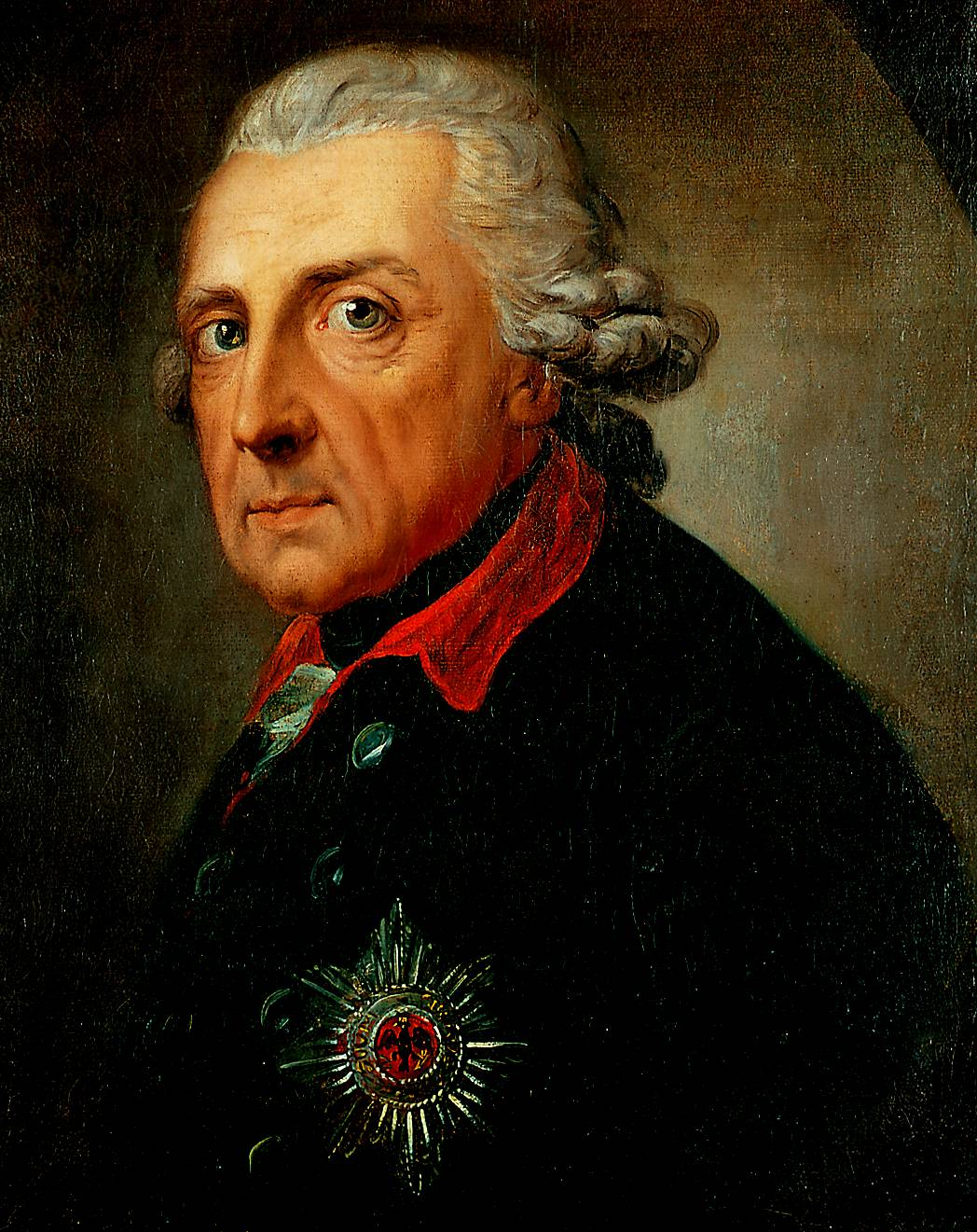
Federico II di Prussia giudicò l'abbandono della sede episcopale da parte del vescovo Schaffgotsch come un tradimento e gli impedì di tornare nella sua diocesi

Nel 1757, allo scoppio della guerra dei sette anni, Schaffgotsch, su consiglio dell'imperatrice Maria Teresa d'Austria, lasciò Breslavia e la sede della sua diocesi alla volta del castello di Jánský Vrch nella Slesia austriaca. Federico il Grande vide questa mossa del principe-vescovo come un tradimento e pose la diocesi di Breslavia sotto l'amministrazione diretta del governo prussiano sino alla fine della guerra. Nel 1763, a Schaffgotsch venne concesso di tornare nella propria diocesi, ma venne confinate a Oppeln e non poté fare ritorno a Breslavia. Le sue richieste di essere reinstallato a pieno nella propria posizione vennero ignorate al punto che lo stesso sovrano nominò al suo posto il vescovo ausiliario Johann Moritz von Strachwitz e nel 1781 anche il vescovo ausiliario Anton Ferdinand von Rothkirch und Panthen per sovrintendere al governo della diocesi in sua vece. Nel 1766 Schaffgotsch si portò nuovamente da Oppeln al castello di Jánský Vrch, rimanendovi sino alla propria morte avvenuta nel 1795.
Durante la sua lunga permanenza a Javorník, il castello di Jánský Vrch divenne un importante centro culturale nella regione e un luogo di incontro per artisti e letterati provenienti da tutto il Sacro Romano Impero. Tra i più importanti si ricordano il compositore Carl Ditters von Dittersdorf che rimase alla corte di Javorník per vent'anni. Tuttavia, il vescovo trascurò a tal punto l'amministrazione economica dei suoi beni, che nel 1785 l'imperatore Giuseppe II si vide costretto ad installargli un amministratore forzato, condizione che terminò solo nel 1790. Schaffgotsch morì al castello nel 1795 e venne sepolto nella tomba di famiglia a Warmbrunn.

## Genealogia episcopale
La genealogia episcopale è:
- Vescovo Franz Dominikus von Almesloe
- Vescovo Philipp Gotthard von Schaffgotsch